# Ricardo Coração de Leão (cantor)
Ricardo Coração de Leão (São Paulo, 24 de julho de 1954) é um cantor brasileiro. O pseudônimo foi dado pelo apresentador Silvio Santos, por vencer o cantor Ronnie Von no programa Qual É a Música?, durante 25 semanas. Participou também de outros programas apresentados por Silvio Santos, tais como Boa Noite, Cinderela. Foi contratado pela Som Livre, do qual lançou a música "Eu Gosto de Você". A canção foi tema das telenovelas da Rede Globo, Dona Xepa e Duas Vidas. Ele já gravou 21 discos, entre LPs e compactos, lhe rendendo três milhões de cópias vendidas. Passou apresentar em 2008 pela Rede Orkut de TV, o programa "Ricardo Coração de Leão".